# Wilhelm Kammann
Wilhelm Kammann (* 5. September 1922 in Oldenburg; † 27. April 1980 in Sande) war ein deutscher Politiker (SPD). Kammann war Bürgermeister von Varel und Abgeordneter des Niedersächsischen Landtages.

## Leben
Kammann besuchte die Volksschule in Varel und absolvierte anschließend eine Lehre als Dreher. Durch den Besuch der Staatsbauschule in Oldenburg gelangte er an eine Weiterbildung und arbeitete im Anschluss – mit Unterbrechung von 1940 bis 1945 – als Geselle in seinem Beruf. Kammann war verheiratet und hatte ein Kind.

## Politik
Kammann engagierte sich ab 1946 in den Gewerkschaften und in der SPD. Ab 1958 war er Vorsitzender des SPD-Ortsvereins in Varel. Er war Mitglied im Vorstand des Niedersächsischen Städteverbandes  als dem Vorläufer des  Niedersächsischen Städtetages. Später war er Mitglied des Aufsichtsrates der Raiffeisenbank in Varel. Von 1961 bis 1976 war er Bürgermeister der Stadt Varel. Kammann wurde Kreistagsmitglied des Landkreises Friesland. Vom 6. Mai 1959 bis zum 20. Juni 1978 war Kammann zudem Abgeordneter im Landtag von Niedersachsen, wo er von 1970 bis 1978 Vorsitzender des Ausschusses für innere Verwaltung war. Kammann war Träger des Großen und des Verdienstkreuzes Erster Klasse des Verdienstordens der Bundesrepublik Deutschland.